# Deutsche Botschaft Brüssel
Die Deutsche Botschaft Brüssel ist die bilaterale diplomatische Vertretung der Bundesrepublik Deutschland im Königreich Belgien.

## Lage und Gebäude
Die Kanzlei der Botschaft befindet sich im als Europaviertel bekannten Quartier Léopold der belgischen Hauptstadt Brüssel. Die Straßenadresse lautet: 8–14, rue Jacques de Lalaingstraat, 1000 Brüssel.
Die Botschaft Brüssel teilt sich ein modernes Bürogebäude mit der Ständigen Vertretung der Bundesrepublik Deutschland bei der EU. Die vormalige Gemeinschaftsunterbringung der beiden Vertretungen befand sich in einem Gebäude an der Ecke Rue Jacques de Lalaing / Rue de Tréves. Dort hatte die Bundesbauverwaltung als Kunst am Bau als markante Skulptur vor dem Haus Franz Bernhards »Figur Brüssel« aus Cortenstahl aufgestellt und im Innenbereich eine Rauminszenierung von Georg Engst »Auffaltung‐Entfaltung‐Bewegung« angebracht. Beide Werke mussten nach Umzug in das neue Gebäude anderweitig verwendet werden.
Die Residenz der Botschafters befindet sich im Stadtteil Woluwe‐Saint‐Pierre (Sint‐Pieters‐Woluwe), Avenue de Tervueren / Ecke Avenue Prince Baudouin. Das Gebäude ist durch die Klarheit seiner Formen gekennzeichnet. Zur Gartenseite hin finden sich großzügige Fenster und Terrassen. Zur Straßenseite hin ist der mit Travertin verkleidete und mit wenigen kleinen Fenstern versehene zweigeschossige Baukörper geschlossen. Die im Eingang angebrachte Kunst, ein Edelstahlgitter, stammt von dem Bildhauer Volkmar Haase. In den Empfangsräumen der Residenz findet sich Tony Bachem‐Heinens Batik »Einzug der Gäste«.

## Auftrag und Organisation
Die Deutsche Botschaft Brüssel hat den Auftrag, die deutsch-belgischen Beziehungen zu pflegen, die deutschen Interessen gegenüber der Regierung von Belgien zu vertreten und die Bundesregierung über Entwicklungen in Belgien zu unterrichten.
Die Botschaft gliedert sich in die Referate für Politik und Protokoll, Wirtschaft, Kultur sowie Presse und Öffentlichkeitsarbeit.
Das Referat für Rechts- und Konsularaufgaben der Botschaft bietet deutschen Staatsangehörigen alle konsularischen Dienstleistungen und Hilfe in Notfällen an. Es besteht ein telefonischer Rufbereitschaftsdienst täglich bis Mitternacht. Der konsularische Amtsbezirk der Botschaft umfasst ganz Belgien. Die Visastelle erteilt Langzeit-Visa (> 90 Tage) für in Belgien ansässige Staatsangehörige dritter Länder.
Honorarkonsuln der Bundesrepublik Deutschland sind in Antwerpen, Eynatten, Lüttich, Zaventem und Zeebrügge bestellt und ansässig.
In der Regel ist es für Rechtsreferendare möglich, ihre Verwaltungs- oder Wahlstation sowie für Studenten höherer Semester ein Praktikum an der Botschaft abzuleisten.

## Geschichte
Bereits der Norddeutsche Bund und das Deutsche Reich unterhielten diplomatische Vertretungen in Belgien. Nach dem Zweiten Weltkrieg eröffnete die Bundesrepublik Deutschland am 15. November 1950 ein Generalkonsulat in Brüssel, das am 27. Juni 1951 in eine Botschaft umgewandelt wurde.
Die DDR betrieb seit 1955 eine Kammervertretung (Kammer für Außenhandel) in Brüssel. Die DDR und Belgien nahmen am 27. Dezember 1972 diplomatische Beziehungen auf, woraufhin die DDR eine Botschaft in Brüssel eröffnete, die im Jahr 1990 mit dem Beitritt der DDR zur Bundesrepublik Deutschland geschlossen wurde.